# Drottning Lovisas understödsförening
Drottning Lovisas understödsförening var en svensk välgörenhetsförening, grundad av drottning Lovisa år 1866. Den kallades till en början »fyrväpplingen» därför att den ursprungligen inkluderade även änkedrottning Josefina och prinsessorna Eugenie och Lovisa innan den blev formellt bildad. 
Syftet var att samla in pengar åt redan existerande välgörenhetsföreningar i hela landet som hade dålig ekonomi, eller: "genom insamlande af penningar öfver hela landet efter samma plan som femöreföreningarna bereda understöd åt välgörenhetsinrättningar, som voro i skuld eller stort penningbehof." 